# Something Better
«Something Better» (Нечто лучшее) — песня в исполнении финской рок-группы «Softengine», с которой они представили Финляндию на конкурсе песни «Евровидение-2014». Авторами песни являются Топи Латукка и Генри Оскар.

## Список композиций
| №  | Название           | Длительность |
| -- | ------------------ | ------------ |
| 1. | «Something Better» | 3:00         |

## Хронология релиза
| Страна    | Дата                | Формат           |
| --------- | ------------------- | ---------------- |
| Финляндия | 31 января 2014 года | Digital download |